# Sturla Þórðarson
Sturla Þórðarson (Sturla Thordarson) (29 juli 1214 - 30 juli 1284) was een IJslandse politicus, advocaat, wetspreker, dichter (skald) en schrijver van saga's en geschiedenis. Hij woonde in Staðarhóli í Saurbæ en was de pupil en neef van de beroemde historicus en sagaschrijver Snorri Sturluson. Sturla vocht naast zijn neef Þórður kakali Sighvatsson in de Sturlungaöld. 

## Familie
Hij was de zoon van Þórður Sturluson en diens minnares Þóra, en Ólafr hvítaskáld Þórðarson was zijn oudere broer. Zijn halfbroer en de rechtmatige zoon van zijn vader was Böðvar, die het merendeel van de erfenis kreeg toen Þórður in 1237 stierf. Sturla erfde van zijn grootmoeder Guðnýju Böðvarsdóttur. Haar zoon Snorri Sturluson had met zijn broer Þórður, Sturla's vader, onenigheid over de erfenis, maar zij werden het eens en Sturla werd Snorri's leerling.

## Burgeroorlog
Sturla wordt beschouwd als vredelievend mens, maar hij was betrokken bij grote gebeurtenissen in die eeuw. Hij vocht met Sighvatur Sturluson en diens zonen in de burgeroorlog. Toen hij terugkeerde uit Noorwegen vocht hij onder leiding van Þórður kakali Sighvatsson. Gissur Þorvaldssons wilde zich bij zijn aankomst in 1252 verzoenen met de Sturlunga's. Sturla was de belangrijkste leider, en zij sloten de overeenkomst dat Sturla's dochter Ingibjörg, die 13 jaar oud was, zou trouwen met Gissurs zoon Halli. De bruiloft werd gehouden in het najaar van 1253, maar Sturla was verdwenen toen Þórður kakali's volgelingen Gissus verblijf in Skagafjörður in brand staken, zodat hij geen getuige was van de Flugumýrarbrenna.

## Saga's
Hij is het bekendst geworden door het schrijven van de Íslendinga saga, een groot deel van de Sturlunga saga. De Íslendinga saga is een verzameling van middeleeuwse IJslandse manuscripten die teruggaat tot rond het jaar 1300. Het is voor historici een belangrijke bron van informatie over de gebeurtenissen in de vroege 13e eeuw IJsland. De stijl van Íslendinga saga wordt bewonderenswaardig genoemd vanwege zijn openhartigheid, openheid en onpartijdigheid - historici lijken het er grotendeels over eens te zijn dat het een tamelijk nauwkeurig beeld geeft van IJsland in de 13e eeuw, alleen al omdat de auteur of auteurs met toenmalig hedendaagse situaties moest omgaan. Sturla Þórðarson sprak over zichzelf in de derde persoon. Aangezien hij aan de meeste politieke deelnemers in die tijd verwant of met hen bevriend was, is het bewonderenswaardig te noemen dat hij openhartig en onpartijdig schreef. Anderen bronnen bevestigen dat hij een voorbeeld van matiging was.
Sturla Þórðarson schreef ook de Hákonar saga Hákonarsonar (De Saga van Haakon Haakonsson), een Oud-Noordse koningssaga. Sturla was aan het hof van de zoon van Haakon IV, Magnus VI, toen hij hoorde van de dood van diens vader. Er wordt gezegd dat hij Sturla onmiddellijk de opdracht gaf om een saga over zijn vader te schrijven. Deze saga is de belangrijkste bron van Noorse geschiedenis tussen 1217, de troonsbestijging van Haakon, tot aan zijn dood in 1263.
Over Haakons zoon schreef hij de Magnúss saga lagabœtis, maar daarvan hebben slechts fragmenten de tand des tijds doorstaan. 
Enkele wetenschappers beweren ook dat hij de Kristni saga en het Sturlubók, een revisie van het Landnámabók schreef. Dit werk is vermoedelijk rond 1275–1280 geschreven, en is het enige werk dat in zijn geheel behouden is gebleven. 
In de Sturlunga saga wordt verteld dat Sturla Þórðarson de koning (Magnús lagabœtir) vermaakt met een verhaal over Huld in 1263. Het verhaal gaat over een machtige trollenvrouw. Het vertellen van het verhaal nam een groot deel van de dag in beslag.

## Skald en wetspreker
Hij is bovendien opgenomen in Skáldatal als hofskald van de Zweedse vorst Birger Jarl.
Voor een korte periode na de ontbinding van het IJslands Gemenebest werd Sturla benoemd tot wetspreker over heel IJsland, en schreef het wetboek Járnsíða Hij was wetspreker (lögsögumaður) van 1251-1253 in het noorden, Borgarfjörð, waarvan Gissur jarl werd in 1258, maar hij verloor het al snel aan Hrafn Oddsson. Hij was in conflict met Hrafn, die hem uiteindelijk in 1263 verdreef naar Noorwegen. Daar kreeg hij opdracht tot het schrijven van de Hákonar saga Hákonarsonar 
Hij keerde terug naar huis met notaris Járnsíðu, en is misschien betrokken geweest bij het schrijven van het Jónsbók, dat tien jaar later een geldig wetboek werd. 
In 1272-1276 werd hij wetspreker van heel IJsland. Daarna, in 1277, ging hij naar Noorwegen met de opdracht de geschiedenis van Magnus lagabætis te schrijven. Na zijn afscheid van zijn juridisch werk verhuisde hij naar Fagurey waar hij zijn laatste levensjaren doorbracht.
- Bibsys: 90174784
- Bibliothèque nationale de France: cb12104398z (data)
- Gemeinsame Normdatei: 118914928
- International Standard Name Identifier: 0000 0000 8127 3844
- Library of Congress Control Number: n85349648
- Nationale Bibliotheek van Tsjechië: xx0219243
- Nationale Bibliotheek van Israël: 987007278072305171
- Nederlandse Thesaurus van Auteursnamen: 186533578
- LIBRIS: 199005
- Système universitaire de documentation: 029410118
- Trove: 1003473
- Virtual International Authority File: 49255025